# 自由線上電腦詞典
《自由在线计算机词典》（英文：Free On-line Dictionary of Computing，缩写：FOLDOC）是一部在线可搜索的以计算机为主题的百科全书及词典，由丹尼斯·豪（Denis Howe）在1985年建立，存放于伦敦帝国学院的主机。豪一直担任该词典的主编，访问者可以针对条目提出添加和修正建议。
词典吸收了《新黑客词典》等自由资源，覆盖了许多计算机相关主题。词典有许多镜像网站，由于在GNU自由文档许可证许可下使用（这是一个Copyleft许可证），同时也反哺了其他自由信息项目，如维基百科。

## 外部連結
- The Free On-line Dictionary of Computing （页面存档备份，存于）